# Hayley (voornaam)
Hayley is een Engelstalige meisjesnaam. De naam is afgeleid van een Engelse achternaam, die teruggaat op een plaatsnaam, bestaande uit het Oud-Engelse heg ("hooi") en ley ("weide" of "bleekweide"). Het betekent dus zoveel als "van de hooivlakte".
Verschillende bronnen vermelden dat de naam ook kan zijn afgeleid uit het Oudnoords. Het is dan een verbastering van haela wat held betekent. In de Engelstalige landen wordt de naam gegeven aan zowel jongens als meisjes, maar wordt de naam meestal gegeven aan meisjes.
Volgens het Meertens Instituut groeide de populariteit van de naam vanaf 2004.

## Bekende naamdraagsters
- Hayley McGregory, Amerikaanse zwemster
- Hayley Kiyoko, Amerikaanse actrice en zangeres
- Hayley Mills, Britse actrice
- Hayley Peirsol, Amerikaanse zwemster
- Hayley Westenra, Nieuw-Zeelandse sopraan
- Hayley Wickenheiser, Canadese ijshockeyspeelster
- Hayley Williams, Amerikaanse zangeres